# آتیلا وایدا
آتیلا وایدا (مجاری: Vajda Attila؛ زادهٔ ۱۷ مارس ۱۹۸۳) قایقران کانو اهل مجارستان است.
وی در مسابقات کشوری و بین‌المللی در مجموع برندهٔ ۴ مدال طلا، ۵ مدال نقره، ۳ مدال برنز شده‌است.